# Walter Gorn
Pour les articles homonymes, voir Gorn.
Walter Gorn (24 septembre 1898 à Bieganin, arrondissement de Pleschen (de) - 10 juillet 1968 à Rosenheim) est un Generalmajor allemand qui a servi au sein de la Heer dans la Wehrmacht pendant la Seconde Guerre mondiale.
Il a été récipiendaire de la croix de chevalier de la croix de fer avec feuilles de chêne et glaives. La croix de chevalier de la croix de fer et ses grades supérieurs : les feuilles de chêne et glaives sont attribués pour récompenser un acte d'une extrême bravoure sur le champ de bataille ou un commandement militaire avec succès.

## Biographie
Pendant la Première Guerre mondiale, Gorn s'engage le 14 novembre 1916 dans le 7e régiment de grenadiers. Le 6 juillet 1917, il est transféré à la compagnie de mitrailleuses de réserve du 5e corps d'armée.

## Promotions
| Gefreiter                      | 16 avril 1919     |
| Unteroffizier                  | 7 septembre 1919  |
| Polizei-Unterwachtmeister (de) | 1er juin 1920     |
| Polizei-Wachtmeister           | 1er décembre 1922 |
| Polizei-Oberwachtmeister (de)  | 1er avril 1923    |
| Polizei-Leutnant               | 29 avril 1927     |
| Polizei-Oberleutnant           | 26 mars 1929      |
| Polizei-Hauptmann              | 9 novembre 1934   |
| Hauptmann                      | 15 octobre 1935   |
| Major                          | 1er mars 1940     |
| Oberstleutnant                 | 1er février 1942  |
| Oberst                         | 1er mars 1943     |
| Generalmajor                   | 1er octobre 1944  |

## Décorations
- Croix de fer (1914)
  - 2e classe
- Croix d'honneur pour les combattants 1914-1918
- Médaille des Sudètes avec barrette du château de Prague
- Agrafe de la croix de fer
  - 2e Classe (16 octobre 1939)
  - 1re Classe (8 avril 1941)
- Insigne de combat des blindés en Bronze
- Médaille du Front de l'Est
- Insigne des blessés (1939)
  - en Noir
  - en Argent
- Insigne du combat rapproché
  - en Bronze
- Croix allemande en or (8 février 1942)
- Croix de chevalier de la croix de fer avec feuilles de chêne et glaives
  - Croix de chevalier le 20 avril 1941 en tant que Major et commandant du the I./Schützen-Regiment 10[1]
  - 113e feuilles de chêne le 17 août 1942 en tant que Oberstleutnant et commandant du Krad-Schützen-Bataillon 59[2]
  - 30e glaives le 8 juin 1943 en tant que Oberst aet commandant du Panzergreandier-Regiment 10[3]